# Amorphophallus lyratus
Amorphophallus lyratus är en kallaväxtart som först beskrevs av William Roxburgh, och fick sitt nu gällande namn av Carl Sigismund Kunth. Amorphophallus lyratus ingår i släktet Amorphophallus och familjen kallaväxter. Inga underarter finns listade.